# Santacruz (Nariño)
Santacruz é um município da Colômbia, localizado no departamento de Nariño.